# کیناگولید
کیناگولید (انگلیسی: Quinagolide) یک آگونیست انتخابی گیرنده دوپامین D2 است که برای کاهش سطوح بالا پرولاکتین (هیپرپرولاکتینمی) استفاده می‌شود. همچنین مشخص شده است که در درمان درد سینه مؤثر است.